# Frustration
Pour les articles homonymes, voir Frustration (homonymie).

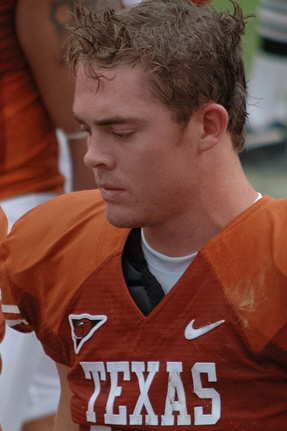
Un joueur de football américain frustré d'avoir perdu un match.

La frustration est une réponse émotionnelle à l'opposition ressentie. Liée à la déception voire la colère, elle peut subvenir face à une résistance, que l'on pense percevoir, à l'encontre de sa volonté ou de ses désirs. Plus la volonté ou les désirs de l'individu comme l'obstruction qui s'y oppose seront importants, plus forte sera la frustration. Les causes de la frustration peuvent être internes ou externes. Chez un individu, la frustration peut surgir lors d'un objectif personnel et désirs fixés, de conduites ou besoins instinctifs, ou durant une lutte contre certains handicaps, tels que le manque de confiance ou la peur des situations sociales. Le conflit émotionnel peut également être une source interne de frustration ; lorsque le but d'un individu interfère dans le but d'un autre individu, cela peut créer une dissonance cognitive. Les causes externes de frustration impliquent des conditions environnementales comme une route barrée ou des tâches difficile à accomplir. Durant la frustration, certains individus peuvent exposer un comportement passif-agressif, compliquant ainsi la manière dont la frustration est parvenue à eux. Une réponse plus directe et plus connue est une propension à l'agression.

## Causes
Pour l'individu faisant l'expérience d'une frustration, l'émotion est souvent attribuée aux facteurs externes qui sont au-delà de son contrôle. Bien que la frustration moyenne, à la suite des facteurs internes (paresse, manque d'effort), soit souvent une force positive de motivation, elle est perçue comme un problème « incontrôlé » qui implique une frustration pathologique plus sévère. Un individu souffrant de frustration pathologique se sentira souvent impuissant à changer une situation dans laquelle il est impliqué, conduisant à une frustration plus grande, ou, si c'est incontrôlable, une très grande colère.
La frustration peut être le résultat d'un blocage de motivation. Un individu peut réagir de différentes manières. Il peut tenter d'éviter la frustration en tentant de résoudre les problèmes en les surmontant. S'il échoue, l'individu peut devenir frustré et agir d'une manière irrationnelle.
La frustration est le résultat de l'impossibilité à accepter ses limites. Elle est encouragée par la société de consommation, qui a intérêt à entretenir chez le sujet l'idée que ses désirs sont illimités et qu'ils peuvent être satisfaits par un acte d'achat, ce qui est évidemment faux.

## Symptômes
La frustration peut être considérée comme un comportement problématique, et peut causer un nombre d'impacts, aux dépens de la santé mentale de l'individu. Dans certains cas positifs, cette frustration s'accroit jusqu'à un niveau durant lequel le patient ne la supporte plus et tente rapidement de trouver une solution aux problèmes qui causent cette frustration. Dans certains cas négatifs, cependant, l'individu peut percevoir la source de sa frustration au-dessus de ses moyens, et ainsi la frustration grandit, causant éventuellement des comportements problématiques, comme des réactions violentes.